# 沙田雞粥
沙田雞粥是香港沙田馳名的地道食品，最早源於沙田舊墟夜市，過往主要作為一種宵夜食品。
沙田雞粥和其他常見的粥品一樣，主要食材都會包括白米。其他常見粥品，例如艇仔粥、牛肉粥和皮蛋瘦肉粥等，都只會把肉片等食材作為烹調粥的配料。沙田雞粥卻不會把雞視為配料，而是整鍋粥的主要成分，所以雞的分量不能太少，常以整隻雞烹調一鍋粥。烹調雞粥的雞會先移除內臟，並以熱水把燙過，避免雞的血水導致雞粥帶有腥味。過去會把帶皮的雞放入粥內烹調，由於現在社會注重減少過量攝取動物脂肪，所以也有先去皮再放入粥烹調的手法，此外以手撕雞的方式，把雞肉撕出來再放入粥內的烹調方法也甚為常見。建議去「龍華餐廳」吃雞粥